# Berthold von Urach

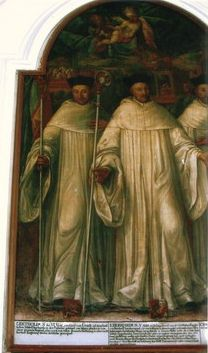
Berthold von Urach (links) auf einem Gemälde in der Äbtegalerie im Kreuzgang von Salem

Berthold von Urach (* 12. Jahrhundert; † 1241/1242) war von 1207 bis 1221 Abt des Klosters Tennenbach und von 1221 bis 1224 Abt von Lützel. 1224 trat er zurück, 1240 (oder 1241) wurde er Abt des Klosters Salem.
Berthold von Urach war der jüngere Sohn des Grafen Egino I. des Bärtigen von Urach und der Agnes von Zähringen, der Tochter von Herzog Berthold IV.
Zusammen mit seinem Bruder Konrad von Urach 1198 saß Berthold für seinen Onkel Berthold V. von Zähringen in Köln in Geiselhaft. Er war hoch geschätzt und sein Bruder Konrad förderte ihn nach Kräften. Als Zisterzienser und war Berthold nacheinander Abt dreier Klöster. Er nahm 1215 am Laterankonzil teil.